# 石库门
石庫門（上海话拼音：zaq⁸ khu¹ men⁶，发音：[zᴀʔ¹¹ kʰu¹¹ mən²⁴]）是一種上海独特的建築風格，也是近现代上海民居的主要形式。其是從传统的江南民居建築式样和英国传统排屋建築式样融合演變出來，故而是一种中西合璧的建筑风格。石库门是里弄式住宅的一种，共分为新老两种形式，而老式石库门还有早后期之区别。同时石库门里弄也有别于上海的其他里弄形式，例如同时期的广式里弄和之后的新式里弄，是上海开埠后租界时期的独特产物。

## 词源
上海话中对包套的东西的称呼是“箍”。而石库门建筑的门便是由石材所制的，即由石材“箍”住的门，故而是“石箍门”。而在之后的流传中，石箍门就渐渐演变为了石库门了。

## 地理分佈
石库门里弄住宅多分布在原上海公共租界（即今上海黄浦区、静安区中北部、虹口区南部和杨浦区南部等）、上海老城厢（即原上海南市区）和原上海法租界（即今上海徐汇区、原卢湾区、静安区南部）。同时，从上海发源的石庫門建筑也在20世纪前半叶在中国其它地区出现，例如汉口的英租界、法租界和德租界等地。汉口江滩等地至今仍旧保存了一些石庫門建筑。

## 历史

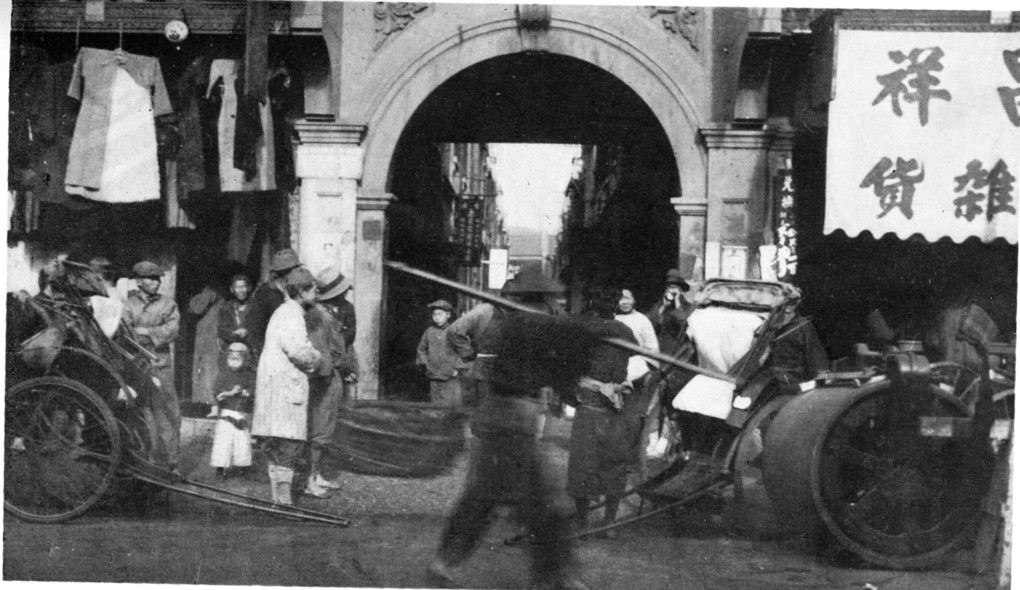
一处石库门弄堂入口的旧照

### 起源
1843年，上海开埠后，上海租界开始吸引来自周边大量劳动力。加上1853年小刀会起义以及太平天国战乱，一大批来自江浙皖的民众开始涌进租界内，1853年英租界的华人从五百多人猛增到两万多人。面对这样突发的住房需求上涨，外商抓住机会，大量开发房地产以供华人居住。这些住宅均为木板房。成本十分低廉，施工又方便及快捷，迅速风靡了起来。在布局上，该类住宅采用联排式，并以某某“里”命名，是上海里弄的开端。从1853年后的10个月间，这种木板排屋就达到了800多幢。
1869年后，因此类木板住宅有火灾隐患，故而被租界当局取缔。但此时上海的房地产业已经十分繁荣，这种木板出租屋也开始演变为了石库门建筑。其采用中国传统的“立帖式”木结构加砖墙承重的方式，并保留了被取缔的木板房的排屋形式。单元平面则是采取了江南传统的三合院及四合院的形式。

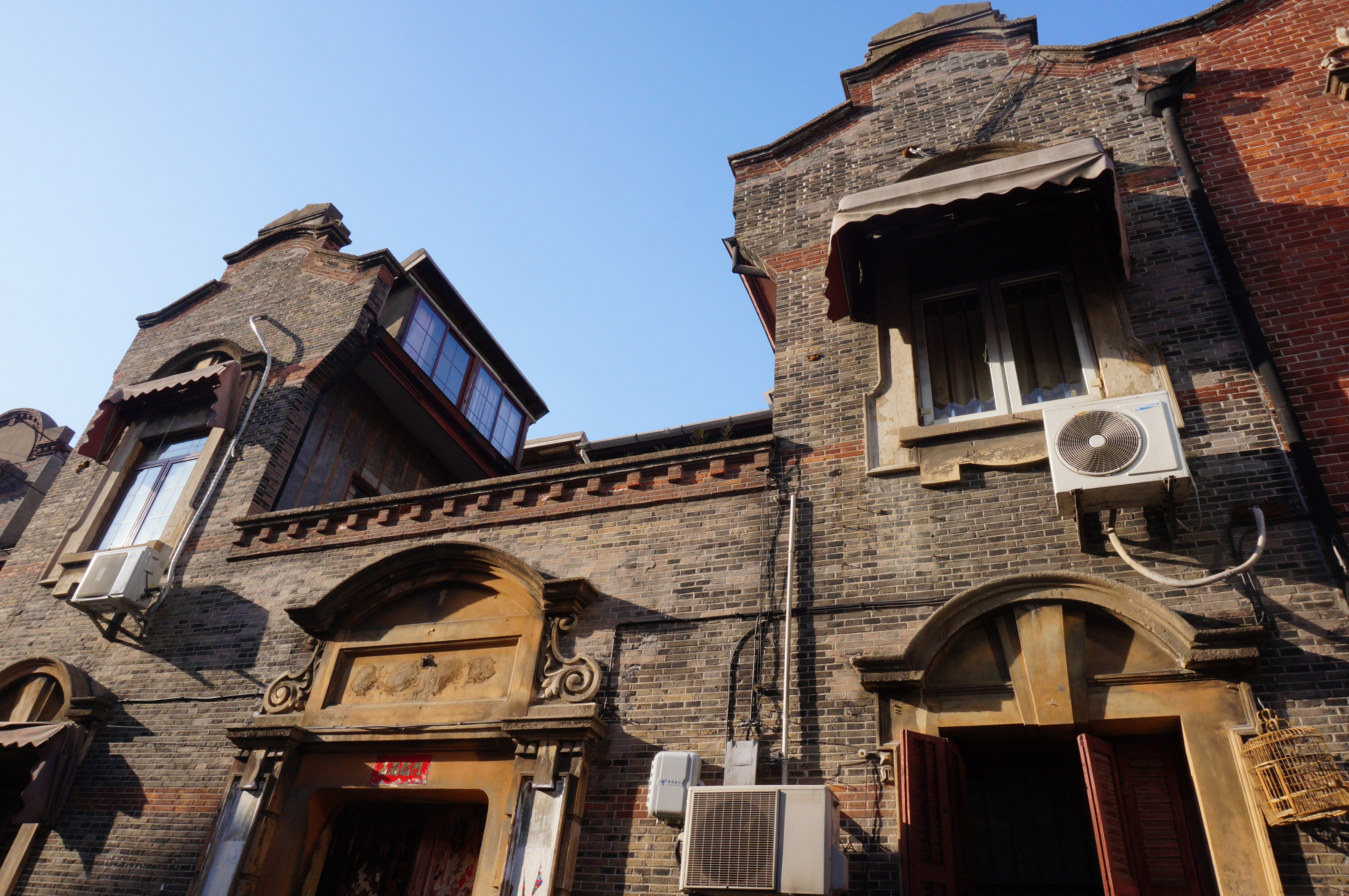
上海张园内石库门房屋的墙面

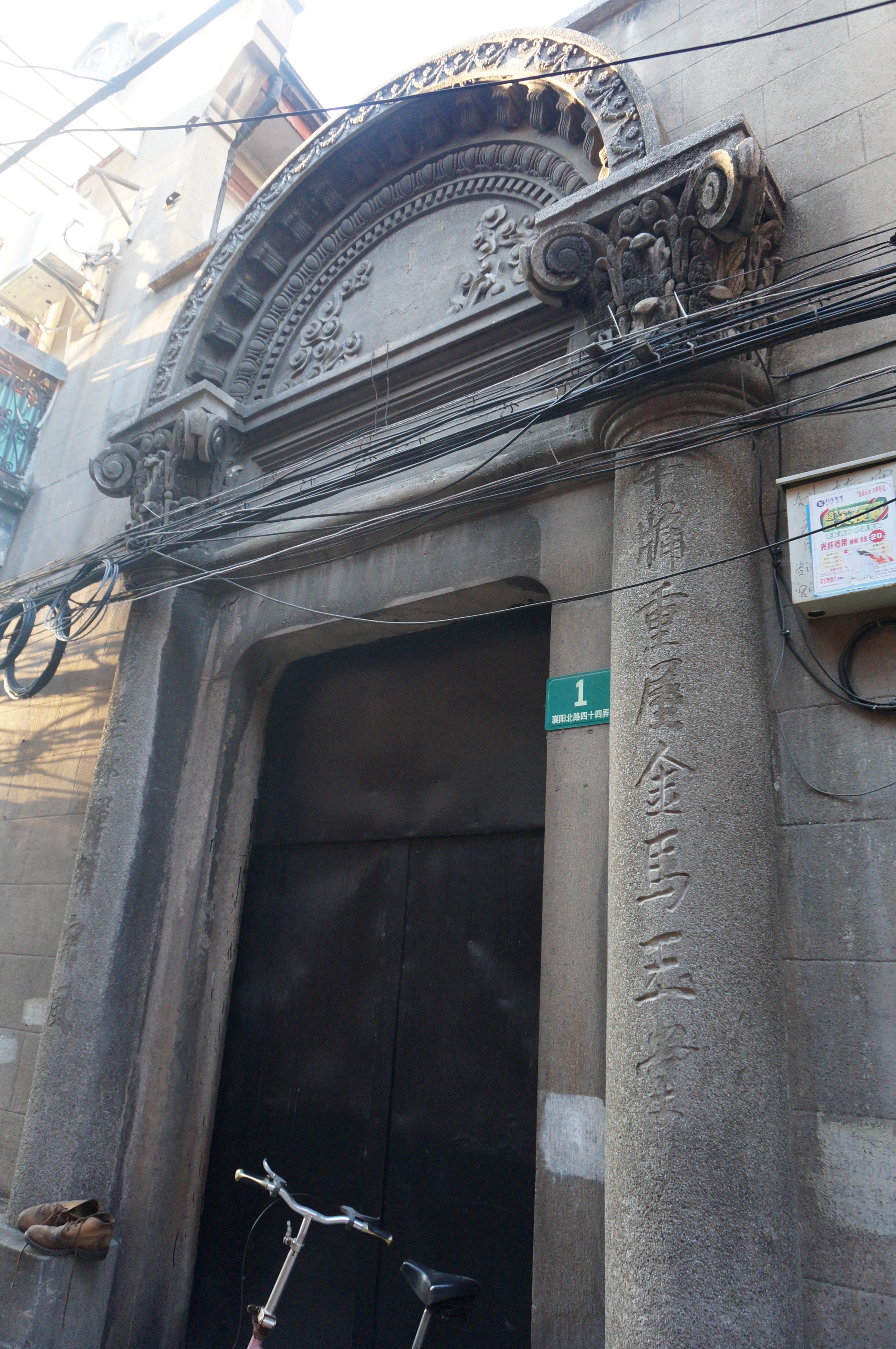
位于襄阳北路的一处石库门内的石库门门框

### 发展
由于石库门布局十分紧凑，弄堂狭小，所以所需面积比四合院小然筑造成本又比西洋房屋低。虽然造价仍要高于木板屋，但用地效率高和租金高的优势还是让其从发源地英租界（今黄浦区）延伸至了整个上海老城厢及华界，成为了当时上海主要的住宅形式。从1869年开始，由于丰厚的利润，房地产公司如雨后春笋一般进入石库门建造行业。当时的石库门属于早期老式石库门，石库门的门框还并没有什么装饰。1910年代开始，石库门形式也随着社会的变迁而变化。后期老式石库门就此孕育而生。这类石库门的弄堂增宽，但原先的单元平面从三间二厢或二间一厢转变为了一间一厢。门楣开始有了装饰，如山花和线脚等。
1919年起，石库门形式进一步改进。新式石库门诞生。当时，上海繁荣的房地产业造成的地价上涨使得租金也极具增加，使得人们的财力不足以负担面积大的房产。其次，居民家庭开始趋小化且社会分级拉大。新式石库门从原先的2层拔升至了3层。也开始有了卫生设备并重视了采光的问题，总弄与支弄也有了明显的区别。由于汽车的出现，总弄的宽度也增加了。20年代是新式石库门的繁荣期，30年代中期开始逐渐衰落。
由于在那个时候，居民的经济能力有限，一般很难负担得起一家独栋，故而需将房间转租出去，“二房东”这个现象从而面世并渐渐变得十分普及了起来。尤其是抗日战争爆发后，虹口和闸北的难民南下，租界内用房紧张，二房东们就尽其所能地分隔搭建，搭建二层阁、三层阁，十分拥挤与凌乱。遂出现了一栋石库门中住着几十家人家的现象，就如后来的滑稽戏《七十二家房客》所描绘的一样。到1949年后，石库门建筑停止了建造。

## 石库门类型

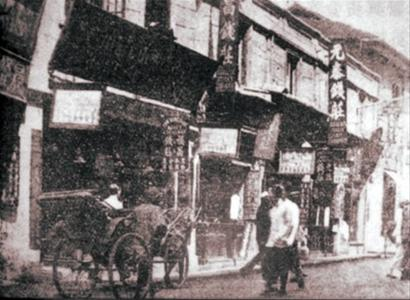
早期老式石库门代表兴仁里的旧照

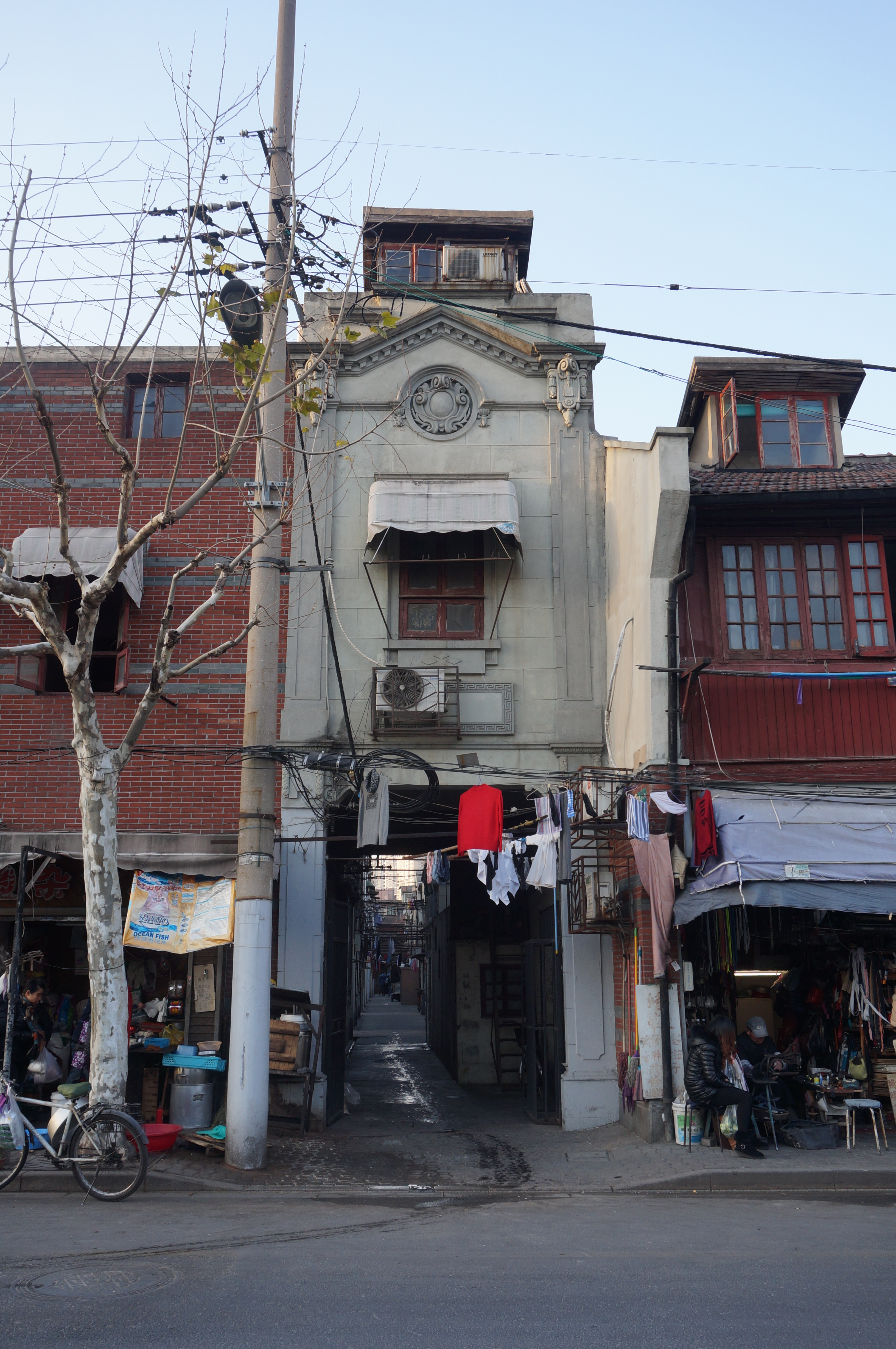
位于山海关路上的一处石库门里弄的入口

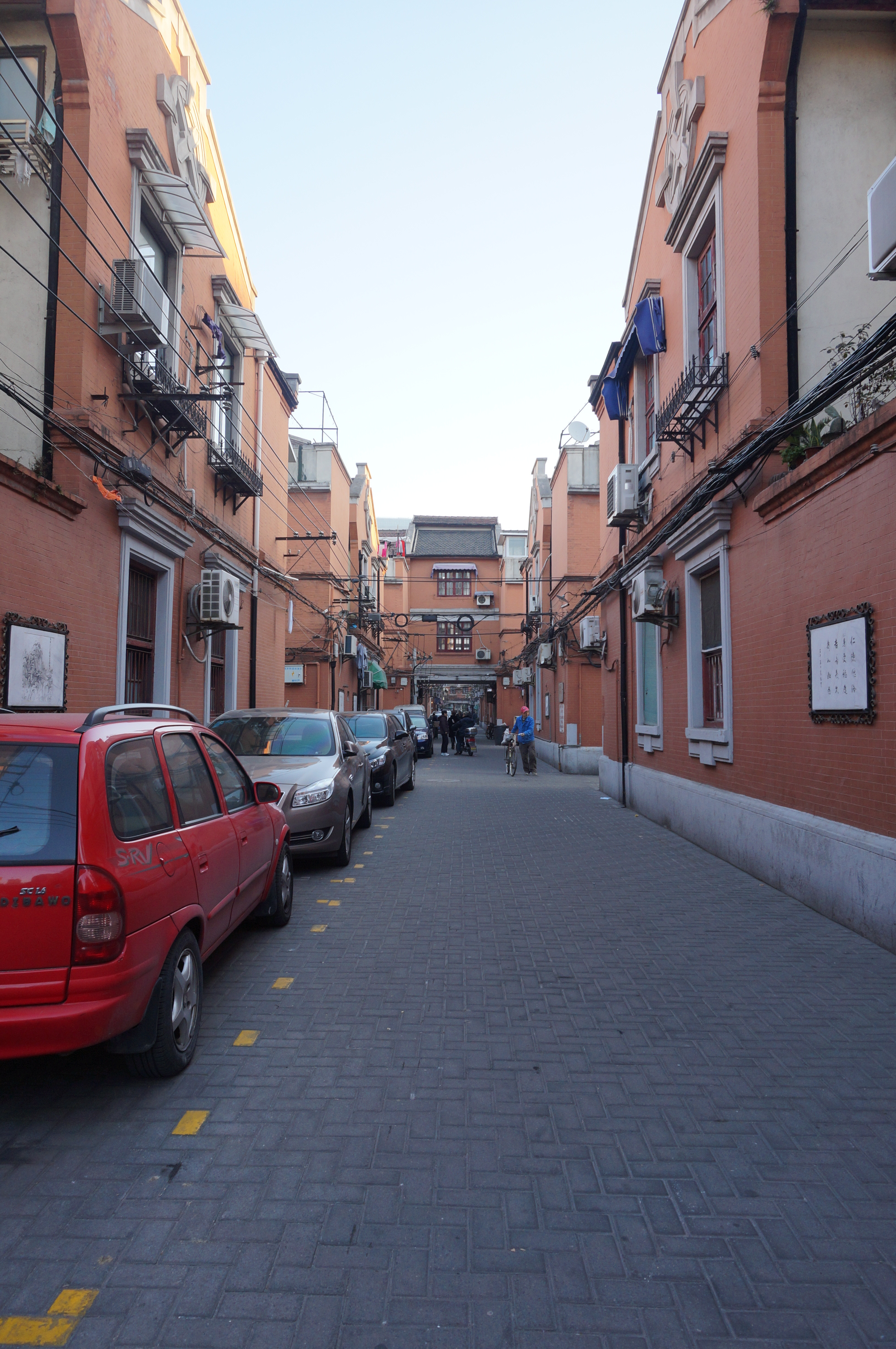
新式石库门四明村的总弄

石库门共分为新老两种形式，而老式石库门还有早后期之区别。石库门顾名思义以其门而著称。大门一般位于房屋的中轴线上，由两扇黑漆厚大门组成，宽约1.4米，高约2.8米。上再配以一副铜或铁的门环。单元平面为江南传统式，而建筑布局则采用了西洋式的排屋。

### 老式

#### 早期
早期老式石库门兴建于1869到1910年间，具有中国传统深宅大院的风韵，只不过面积大大缩小。空间布局一般为3到5开间，共两层。并采用中国传统的“立帖式”木结构加砖墙来承重。房屋前后围墙高度基本一致，形成一个几乎与外界隔离的包围圈，形成了一个独立于外界的领地，有闹中取静之感，颇受当时社会上层人士的欢迎。此外，在建筑的装修风格上也有中国建筑的影子，例如立面上的马头墙形式或观音兜形式的山墙，天井内客堂的落地窗，檐部挂落和两厢的格子窗等。但早期的石库门大门的门楣并没什么装饰，仅为纯粹的石块。这段时期的石库门的弄堂较窄，只有3米左右，且也不注重朝向和总支弄之分。
在房屋内部布局上，左右厢房围绕着一个天井，正对面是所谓的客堂间。客堂间面积约12平方，作用类似于现在的客厅。客堂间的两侧是所谓的次间，次间后面的扶梯能够到达第二层楼，后天井在次间的后面，规模大约是前天井的一半，并有一口水井供一家人用水（后也有装自来水的）。正对后天井的，是附屋，一般作厨房、厕所和储藏室。这样的布局符合中国人的日常需求，但在同时节约了土地。
早期老式石库门已大多被拆除重建，一些具有代表性的有建于1872年的兴仁里、位于十六铺的棉阳里、吉祥里等。

#### 后期
后期老式石库门兴盛于1910年到1919年间，较早期有了一些变化。单元平面由原先的三开间二厢房改为单开间或双开间一厢房，后天井面积减小但采光状况改善且弄堂增宽。西洋元素也增多了。在栏杆、门窗、扶梯、柱头、发券等局部采取了西洋式装饰。石库门的门楣也添加了修饰，先后采用了半圆形、三角形和长方形的门头。
后期老式石库门现存的较前期稍多，代表性的有东西斯文里、树德北里以及1915年建造的大庆里等。

### 新式
新式石库门住宅建于1919到1930年代，也称为改良式石库门住宅。新式石库门与以往最大的区别是由两层增加到了三层。在建筑方式上，其采用了混凝土结构而并非原来砖木结构。也开始有了卫生设备并重视了采光的问题，总弄与支弄也有了明显的区别。由于汽车的出现，总弄的宽度也增加了。弄堂规模增大，组成了一大片街区。房屋造型改用人字屋架和人字山墙而不是观音兜或是马头墙，上做水泥压顶，外墙改为清水墙面。门框也开始使用清水砖和外水粉刷石面层以替代石材。建筑风格也更加趋于西化。
单元上为单开间到双开间的规模。双开间只“继承”了一侧的前后厢房，单开间则完全抛弃了厢房。楼梯坡度更为平坦。底层是灶批间（厨房）。在后部还有后厢房和亭子间。
新式石库门至今仍存的较多，如著名的建业里、四明村、位于霞飞路（今淮海中路）的铭德里等。

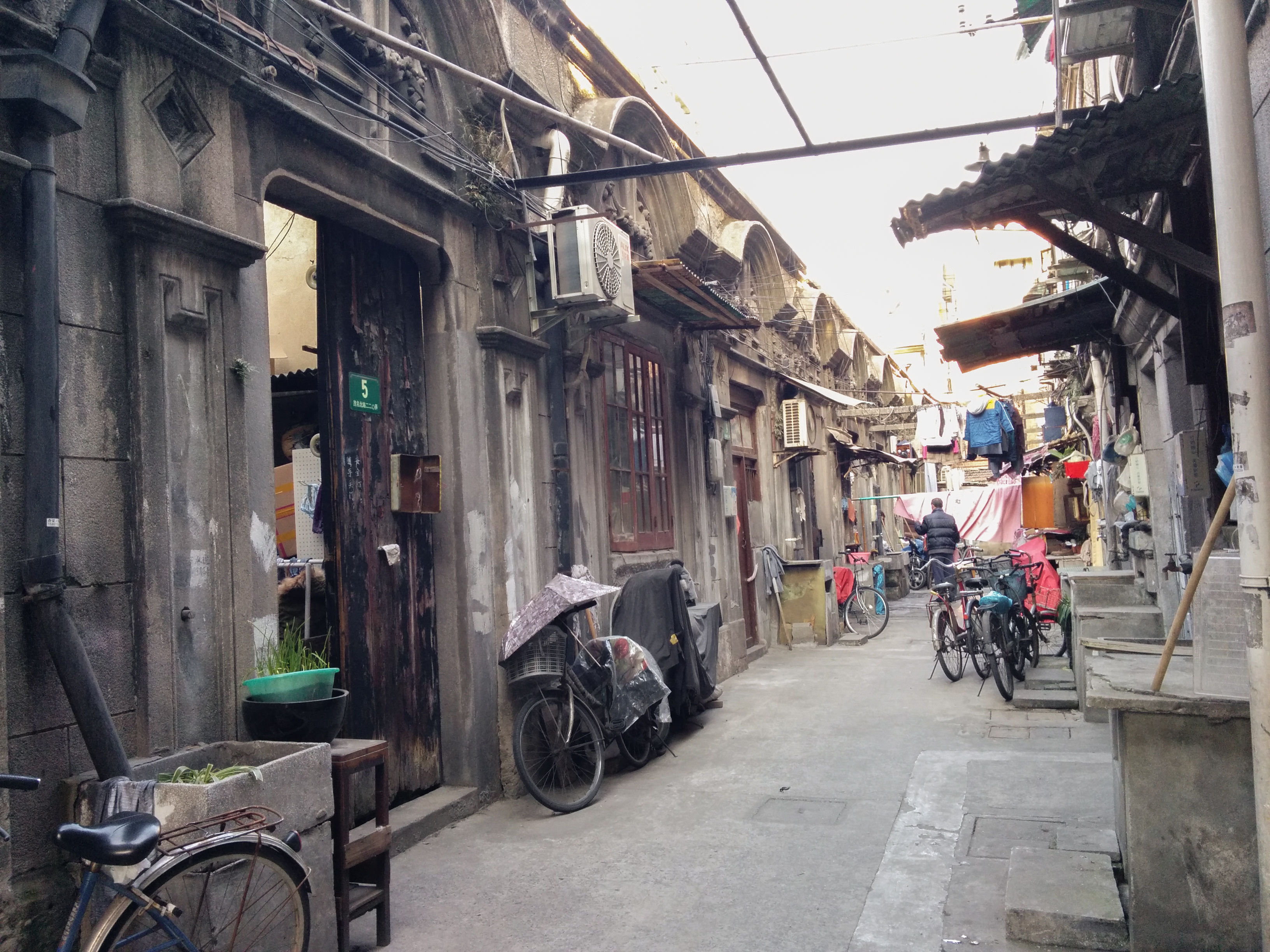
震兴里的一条石库门弄堂

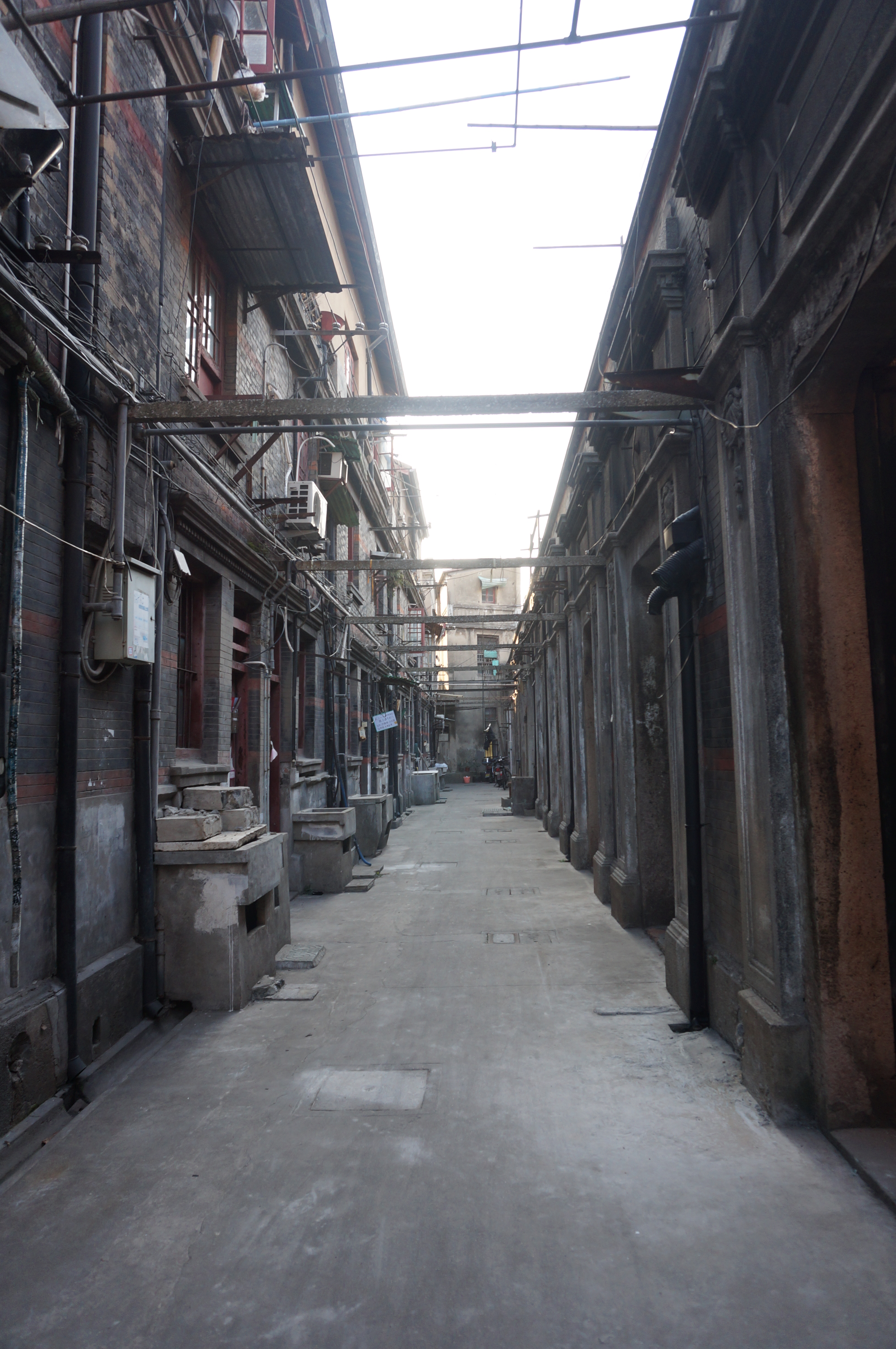
东斯文里拆迁前空空荡荡的弄堂

## 知名里弄

### 老式
早期老式石库门中代表性的有兴仁里。兴仁里位于北京东路之南、宁波路之北、河南中路之东，建于1872年。其共由24幢两层房屋组成，有三开间和五开间两种形式。兴仁里主弄长107.5米，建筑封火墙用观音兜压顶。1980年被拆除。
斯文里位于新闸路北面，由大田路分割为东西斯文里，是一片后期老式石库门住宅。总占地4.66公顷，建筑面积达4.8万平方米，由706幢二三层砖木结构房屋组成。布局为联排式，大部分房屋都为1开间，不设有卫生设施。石库门大门门楣上有精致的巴洛克风格的雕花。原是上海中产阶级的住宅区，但在抗日战争爆发后难民的涌入使里弄内开始变得破败不堪。西斯文里现已经被拆除，东斯文里也已经开始了拆迁工程。
步高里位于陕西南路287弄，是十分典型的老式石库门里弄住宅。其共有78幢两层砖木结构房屋，外墙用红砖铺设。内有一条宽约2.5米的总弄、多条支弄。步高里出口处有两中国古典牌楼，为其特色之一。现在步高里被保留了下来，是第一批上海市优秀历史建筑和上海市文物保护单位。

### 新式
建业里是典型的新式石库门里弄，也是上海目前最大的一片石库门建筑，位于徐汇区建国西路北侧、岳阳路西侧，共由260幢石库门里弄房子组成，均为二层清水红砖建筑，拥有别致的马头风火墙和拱形券门。2003年起，居民开始搬迁，石库门住宅将被改建为酒店式公寓及商业用房。该举也是受到了广泛争议

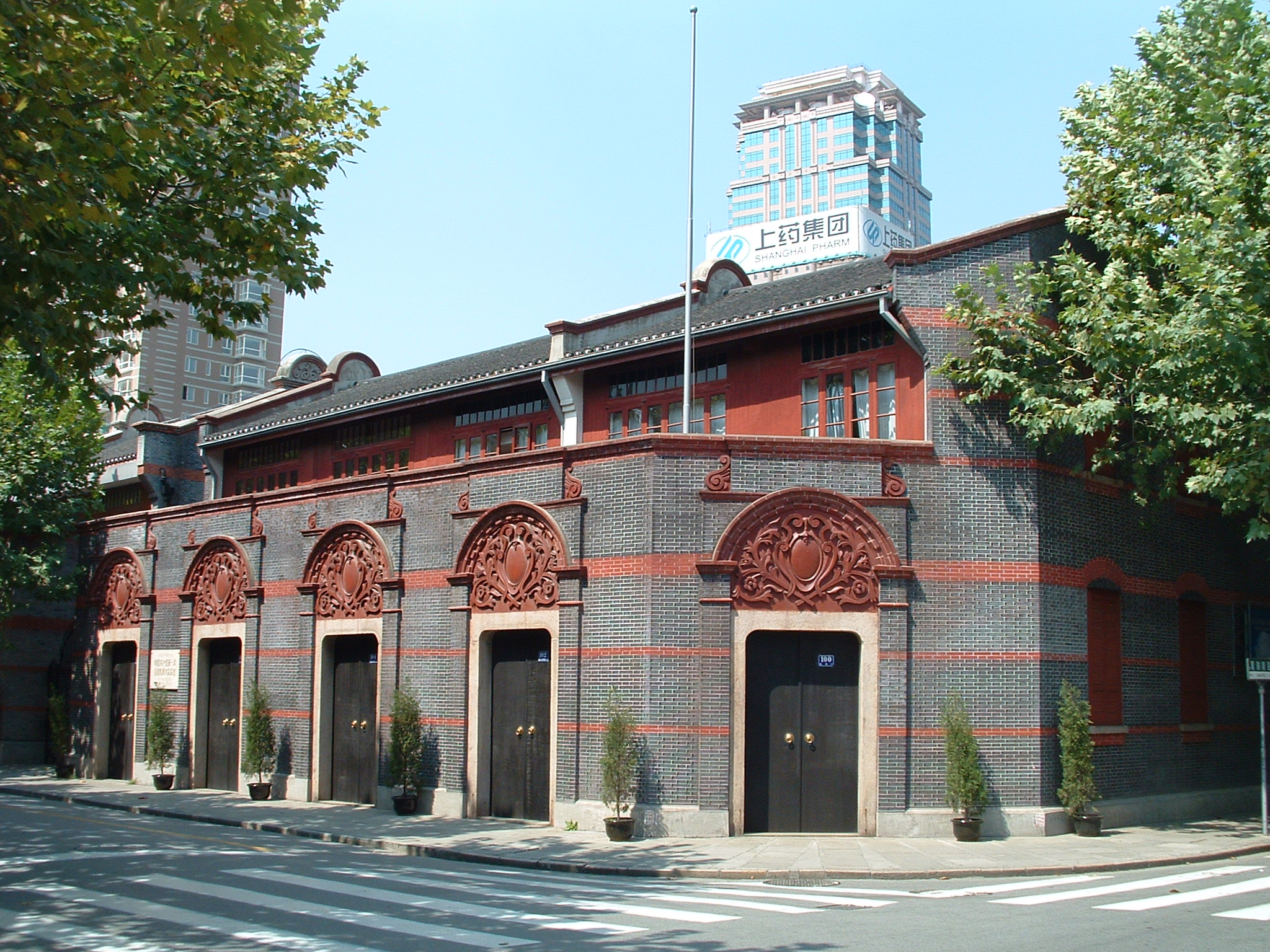
中共一大会址

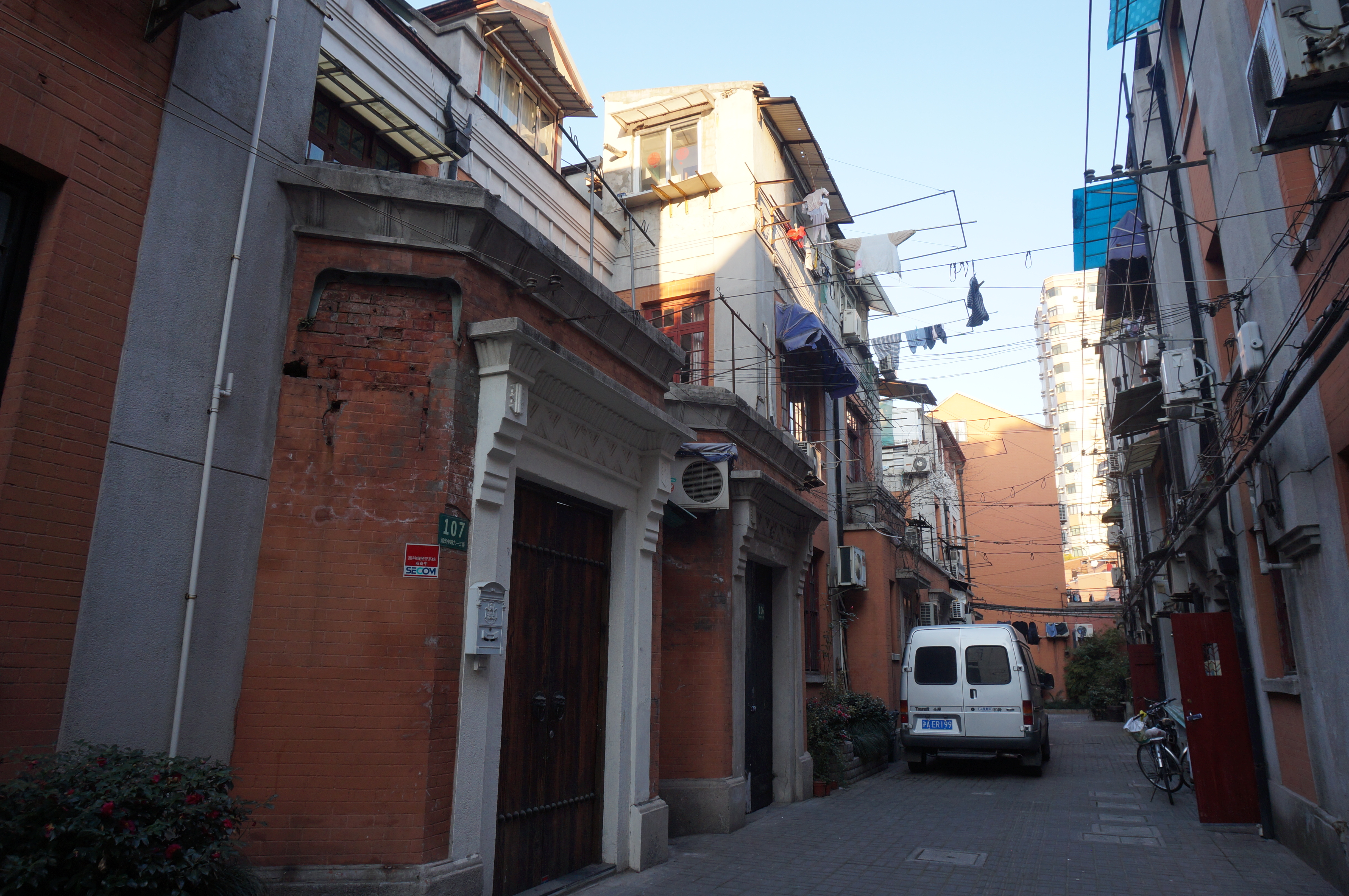
四明村的联排房屋

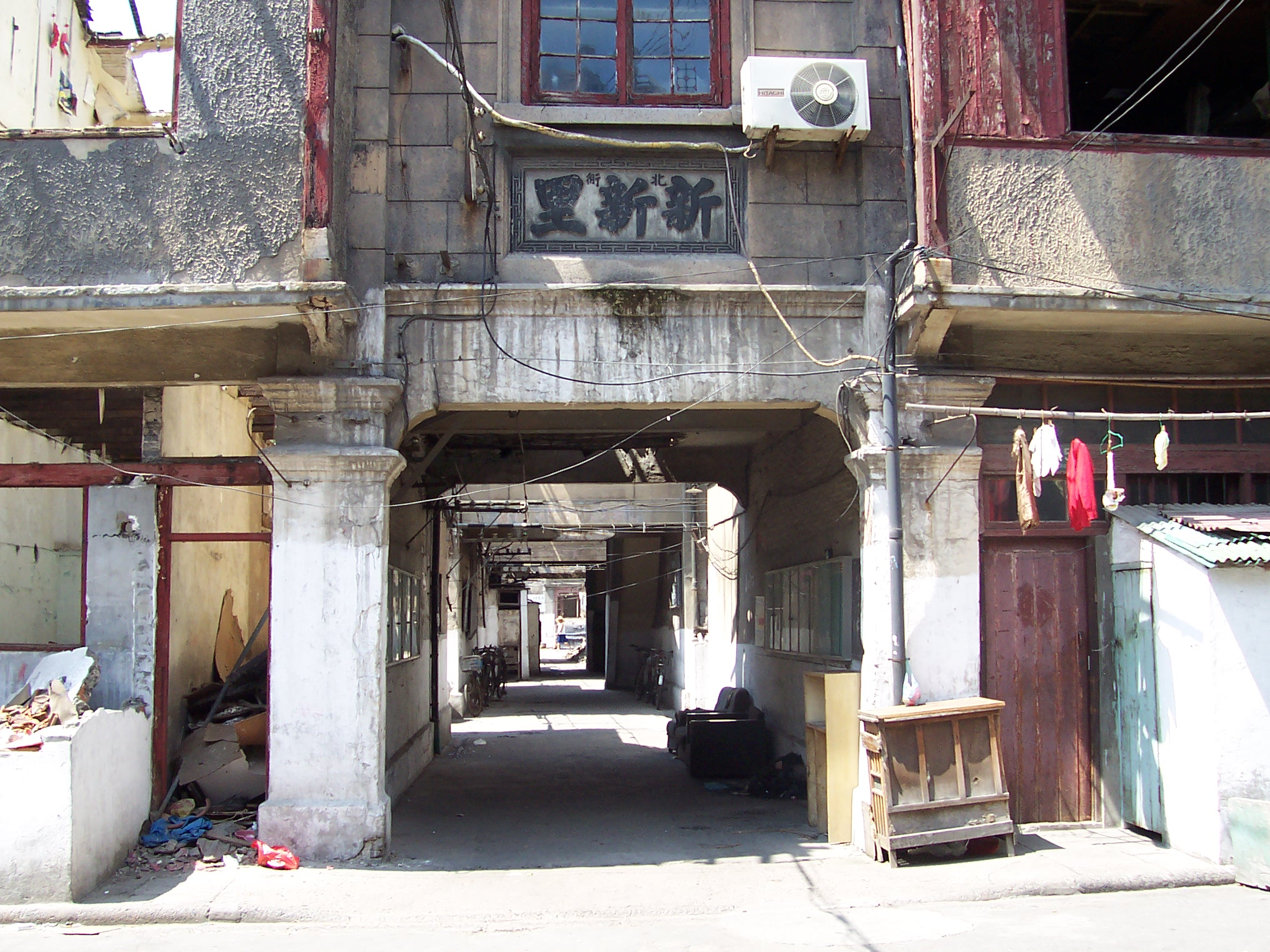
拆除中的石库门新新里

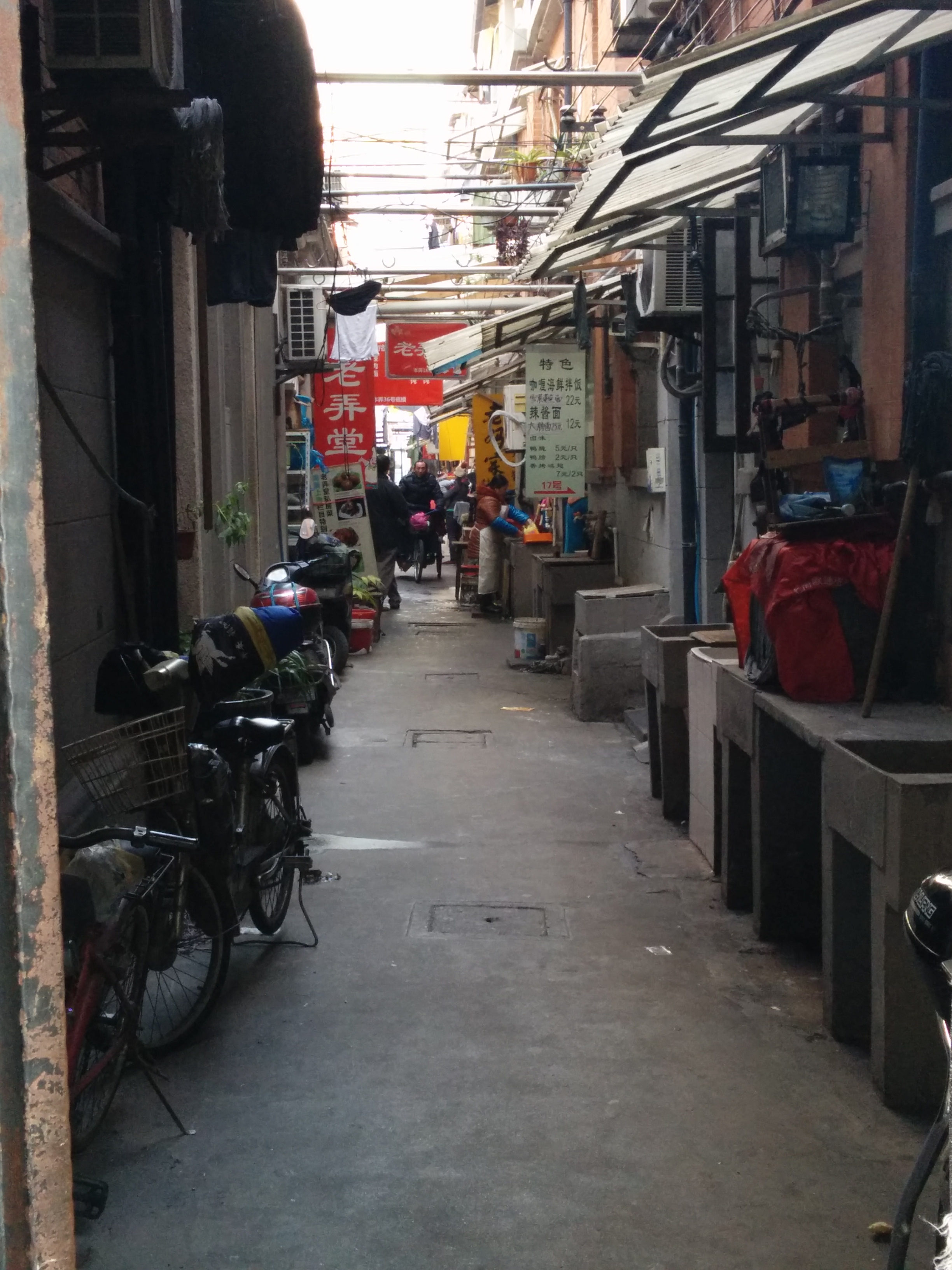
尚贤坊热闹的弄堂，商铺林林总总

## 命名
石库门里弄的名字通常会以“里、坊、弄、村”结尾，命名方式则各不相同，但主要分为三种。第一种是以产权人公司的名称或与其有关的因素命名，如以投资方四明银行而得名的四明村和以业主吴梅溪、吴似兰兄弟命名的梅兰坊等。第二种是以里弄所在周边或自身特征命名，如以邻近保安司徒庙而得名的保安坊。第三种是取一些吉利及祝福的词藻，如吉祥里、如意里和永平安里等。这些名称一般都会与所建的年份一起刻在里弄弄口的过街楼上。

## 使用状况
石库门房屋的主要作用为居住，但是也有许多其它店铺或者机构，如钱庄、商行、字号、工厂、文化娱乐场所、学校等，这些店铺分布在弄堂里的各个角落。就以兴仁里为例，光在兴仁里内开设的钱庄就有近20家。一些在石库门内开设商号的小老板们则往往楼下堆货、楼上住家。形形色色的商种都有经营，例如化学工业社、颜料行等。甚至有一些如织袜厂、化妆品工场等的工厂都开在石库门内。更不要说一些杂货店、饭馆、旅馆和浴室了。这些店铺即使在今天的石库门里弄内都是十分常见的。
另一个重要的特点是，石库门曾经常作为中共地下组织的革命场所而且中国的一些重大事件也都在石库门内发生。现在淡水路66弄朱衣里4号就曾是《中国青年》编辑部的旧址。树德里是中共一大会址。位于老成都北路的中共二大会址和位于淮海中路的共青团中央机关旧址同样也是石库门建筑。
此外，石库门里弄也是风月场所的聚集地。福州路附近的会乐里、群玉坊曾经是上海滩知名的妓院集中点。此外，赌博、抽烟以及算命场所作为市井百态的一部分也都有在石库门里弄中出现。

## 现状
据1950年代初的统计，上海石库门里弄共有9000多处，占上海居民住房总面积的65%左右。而现在，石库门建筑由于社会的发展及居民生活水平的提高，已经渐渐地从上海的城区中消失了。根据同济大学的调查报告显示，这9000多处石库门里弄中有约70%以上已在旧城改造中拆除。光是徐汇区一区，从解放后到1990年末，石库门里弄的建筑面积就从268万平方米减少到了25万平方米。拆除也难免造成了石库门居民与政府之间的矛盾，强拆以及其它一些负面新闻也是时有发生，例如当时轰动一时的造成两名老人身亡的麦琪里开发商纵火案。
在拆除的同时，上海也在酝酿保留及保护石库门的办法。步高里采用了居住改善型保留方式、建业里被部分重建成了商业住宅、尚贤坊即将被改造成石库门旅馆而新天地与田子坊则与商业开发结合在了一起。但是在这些商业开发获得成功的同时，商户与当地居民之间的矛盾以及社会对这些方式的争议也是层出不穷。在保护方面，步高里、尚贤坊早在1989年便入选了第一批上海市优秀历史建筑和上海市文物保护单位。建业里、四明村、梅兰坊和荣康里等也在之后入选了上海市优秀近代建筑。
2009年，上海石库门里弄居住习俗被列入上海市非物质文化遗产名录。2010年，上海石库门里弄营造技艺被列入国家非物质文化遗产名录。截止至2015年，上海有较为完整的石库门风貌街坊173处，共有里弄1900余处，居住建筑单元五万幢。其中，只有51处被列入“上海历史文化风貌街坊”，而只有更小的一部分因被列为上海市优秀历史建筑而获得明确的保护地位。而同样在2015年，上海市政协委员钱振峰和上海其他专家学者等更是提出了为石库门申请世界文化遗产的提议。

## 上海以外的石库门建筑
从上海发源的石庫門建筑也在20世纪前半叶在中国其它地区出现，特别是在华东沿海和长江沿江的口岸城市多有出现。例如汉口的英租界、法租界和德租界等地都曾建有石库门住宅，汉口江滩等地至今仍旧保存了一些石庫門建筑。甚至远至北京都曾建造石库门住宅建筑，其中著名的华康里、泰安里是20年代北洋政府在天桥地区规划的香厂新市区的一部分，现在正在进行复原改造。

## 地方意義
石库门建筑作为曾经上海城区最主要的民居建筑形式，见证了上海近一个半世纪翻天覆地的变迁。近些年来，随着上海经济发展及市区开发的需要以及民众生活水准的改善，大量石库门弄堂狭窄，缺乏卫生设施且年久失修，导致居住状况恶劣而开始作为旧城区改造的一部分逐渐被拆除。截止至2015年，上海有较为完整的石库门风貌街坊173处，共有里弄1900余处。其中，只有51处被列入“上海历史文化风貌街坊”，而只有更小的一部分因被列为上海市优秀历史建筑而获得明确的保护地位，故而使不少民众对石库门的未来产生疑虑，也激起了社会上的不少讨论。现在，石库门已经不只是一种建筑形式，更是一种上海文化的象征，例如新天地和田子坊就成为了现在上海著名的旅游景点和地标。

### 文化影响
石库门从诞生以来到现在已经有一百余年。在这段时间内，石库门已经不只是一种建筑形式，更是一种上海文化的象征。它经历了城市的历史变迁，记录了居民的喜怒哀乐，甚至还养育了上海的城市性格。它已经毫无疑问地成为了上海人城市历史记忆的一部分。
上海开埠后，西方的生活方式正式地进入了中国人的视线中，而建筑方式中西结合的石库门则是西方近代城市文化走入中国寻常百姓家的鲜明体现，也是中国近代国门叩响后的佐证。石库门见证了上海的众多历史时刻，不论是从上海租界建立后大量人员的流入，这也是石库门建筑出现的原因，还是到中国共产党的成立，以及之后的多年战乱。
石库门也记录了上海人曾经的日常生活，每一位老上海的心里可谓都有一段石库门“家”的回忆。每天早上弄堂里都会有一声粪车到来的叫喊声“拎出来哦”作为一天的开始。就连周旋的歌里都有唱到：“粪车是我们的报晓鸡，多少的声音都随着它起，前门叫卖菜，后门叫卖米”。弄堂里，有的人买、汰、烧，有的人跟着收音机里的越剧和评弹哼唱，小孩们也在弄堂里玩耍，弄堂生活井井有条。每到一天的饭点时，扑鼻的饭菜香都会弥漫整个弄堂，由于弄堂狭窄，邻舍低头不见抬头见，邻里之间互享饭菜也是很常见的事。而石库门内的邻里文化也是上海弄堂文化重要的组成部分。
石库门对上海海派文化和城市性格有重要的影响。石库门较小的空间使居民渐渐地养成了精明的做事方式，上海人很清楚地知道在这么小的空间里生活必须要清楚地打算日子。随着时间的打磨，中国原有的价值观念、审美态度、文化等发生改变，并进化出新的城市人文精神。石库门内充斥着各式各样的商家、各行各业的居民，体现了城市化过程中生产与生活混杂一处的过渡特征，也练就了上海人“螺蛳壳里做道场”的本领。石库门的多元化也与上海的海派精神息息相关。

## 延伸閱讀
- （中文）  姜庆共、席闻雷 《上海里弄文化地图:石库门》。同济大学出版社，2012年。ISBN 978-7-5608-4791-7